# Merle d'Amérique
 (juillet 2018).
Si vous disposez d'ouvrages ou d'articles de référence ou si vous connaissez des sites web de qualité traitant du thème abordé ici, merci de compléter l'article en donnant les références utiles à sa vérifiabilité et en les liant à la section « Notes et références ».
Turdus migratorius
Espèce
Statut de conservation UICN

 LC  : Préoccupation mineure
Le Merle d'Amérique (Turdus migratorius) est une espèce de passereaux de l'Amérique du Nord appartenant à la famille des Turdidae. Il est populairement appelé Rouge-gorge d'Amérique en raison de la couleur rouge de son ventre, bien qu'il n'ait pas de relation taxonomique proche avec les rouges-gorges de l'Ancien Monde.

## Morphologie
Le merle d'Amérique mesure entre 25 et 28 cm de longueur. Il a des parties supérieures grises, et des parties inférieures orangées, d'habitude plus foncées chez le mâle. Sa coloration est proche de celle du rouge-gorge européen, plus petit ; les deux espèces sont souvent confondues. Il y a sept sous-espèces de merles d'Amérique, mais seul Turdus migratorius confinus dans le sud-ouest (de quoi?) est particulièrement distinguable, avec ses parties inférieures gris-pâle.
Pendant la saison reproductive, des plumes noires facilement repérables poussent sur les têtes des mâles adultes ; après la saison reproductive, ils perdent ce plumage.

### Reproduction

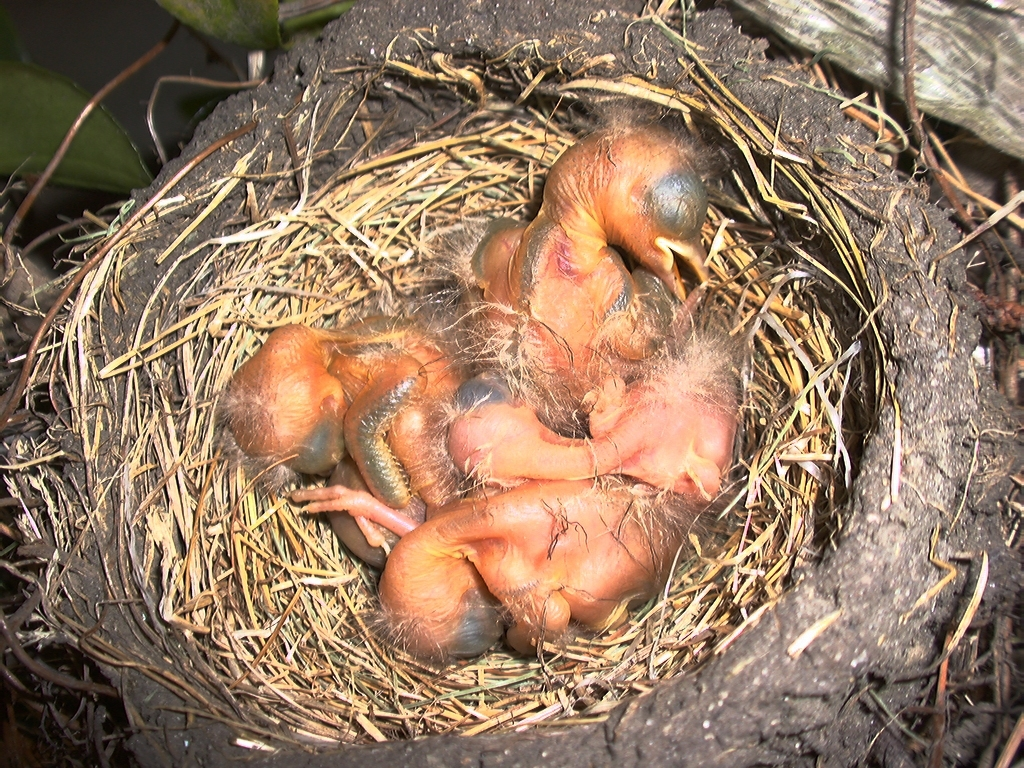
Oisillons au nid

Comme c'est le cas avec les oiseaux migrateurs, les mâles reviennent aux zones reproductives estivales avant les femelles et se font concurrence pour les lieux de nidification.
Les femelles peuvent choisir les mâles sur le critère de leur chant.

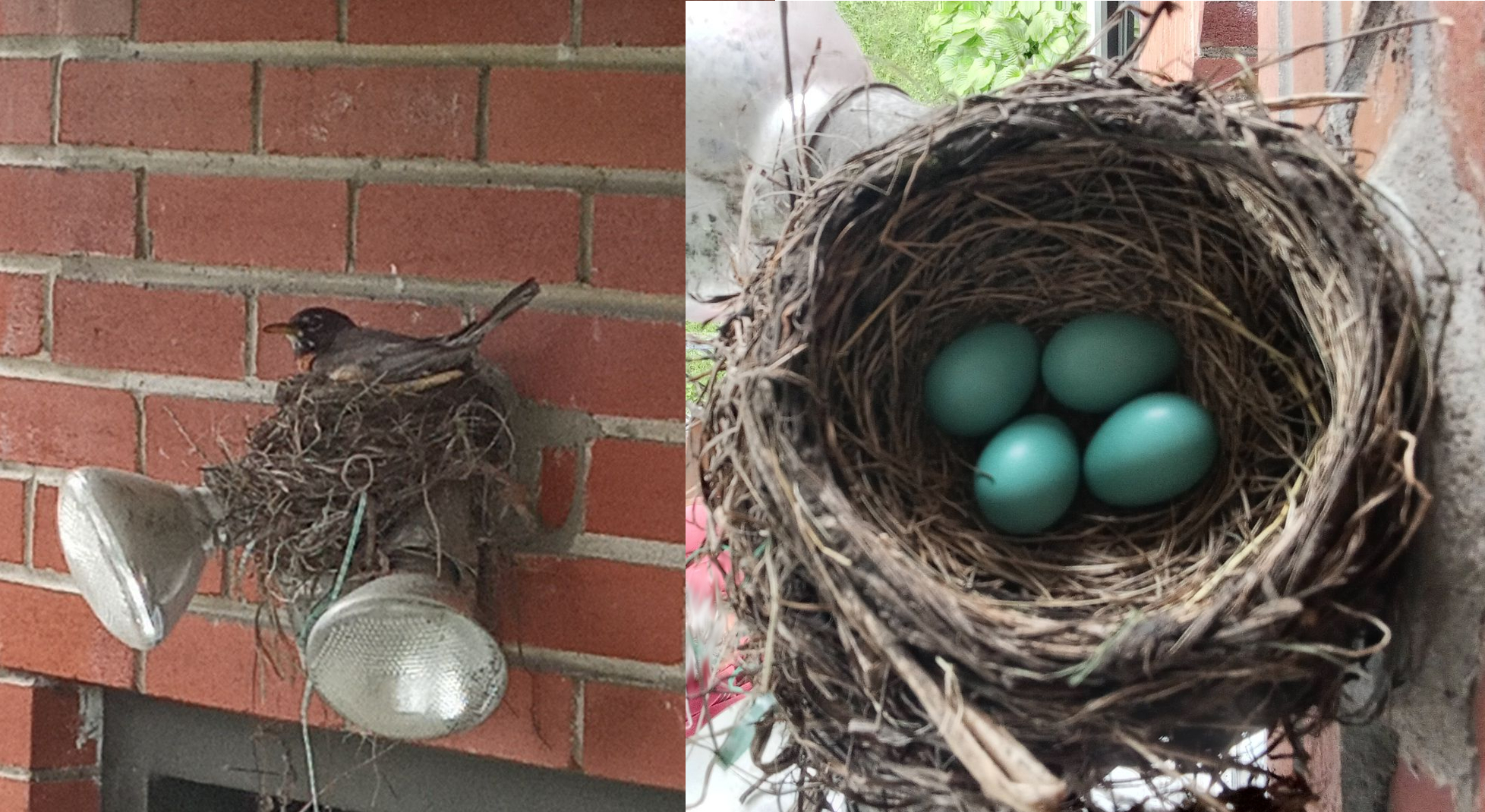
Merle couvant quatre œufs

Les femelles construisent leur nid et pondent trois ou quatre œufs bleu pâle.

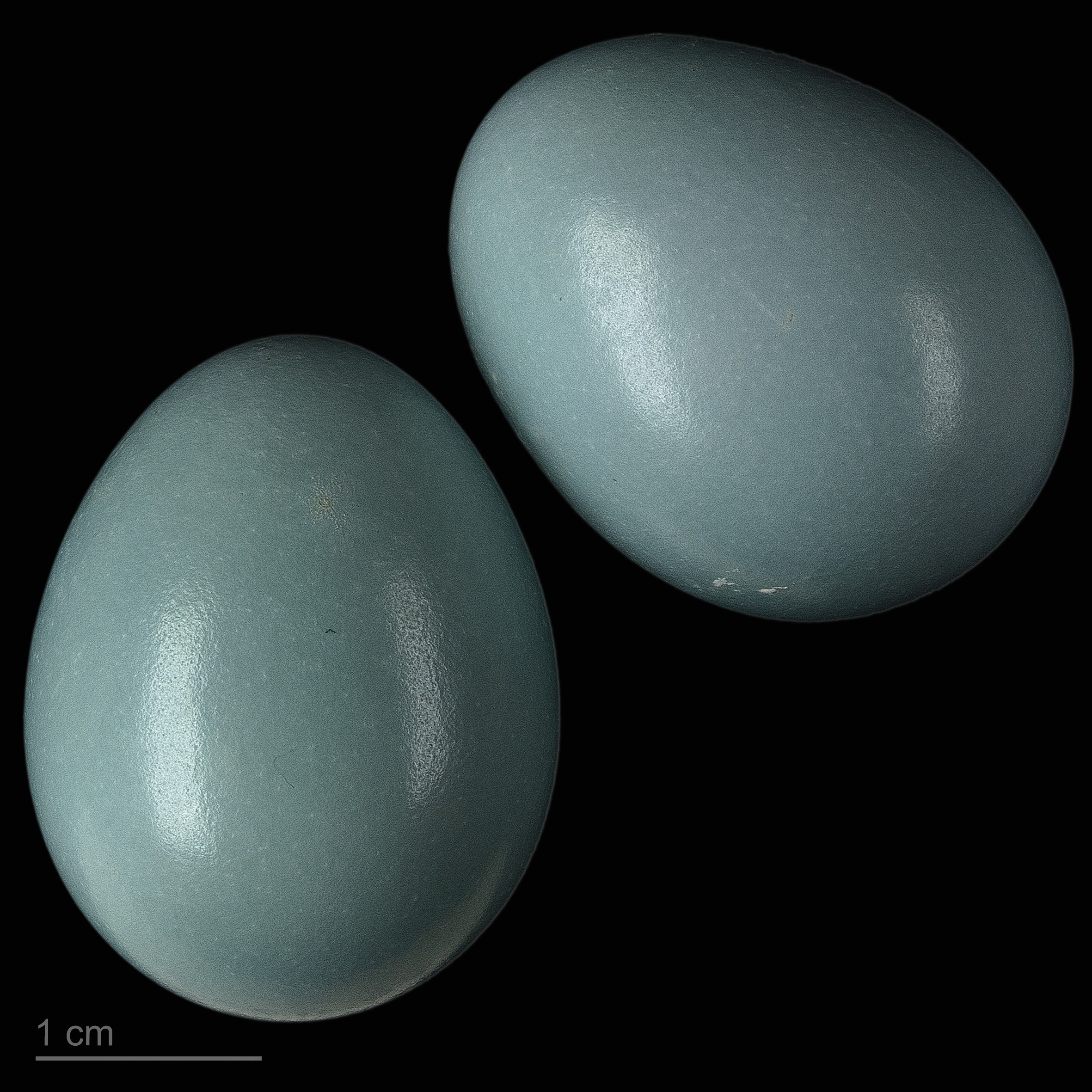
Oeufs de Turdus migratorius - Muséum de Toulouse

L'oiseau peut faire 180 aller-retour par jour pour la construction du nid. Celui-ci est constitué de brindilles humides imbibées de boue qui en séchant, devient très résistante. Également, celui-ci peut être construit à partir d'un nid existant. À ce moment seul un mince tapis de brindilles fraîches recouvrira l'intérieur.
L'incubation, presque entièrement faite par la femelle, a une durée variant de 12 à 14 jours. 13 ou 16 jours après l'éclosion, les petits, qui pesaient 5,5 g à la naissance, commencent à voler. Souvent, il y a deux, et occasionnellement trois couvées de 3 à 4 œufs en une saison.
Si un oisillon tombe du nid, ses chances de survie sont inversement proportionnelles à la quantité de prédateurs potentiels présents dans les environs. Les parents ne peuvent ramener un oisillon dans le nid.
Lorsque les petits quittent le nid, c'est un à la fois et c'est pour ne plus revenir. Quelques tentatives de retour peuvent être observées mais elles sont très rares. Il n'est pas impossible que l'imprécision des premières envolées mènent l'oisillon dans des secteurs hasardeux.
Une fois que le premier petit a quitté le nid, les autres suivent dans un délai de 24 heures.
Peu importe l'endroit où ils se réfugient, les parents continueront de nourrir leurs petits pendant 30 jours. Passé ce délai, le petit est laissé à lui-même et doit conquérir son propre territoire.
La femelle peut à la fois nourrir ses petits et entretenir une nouvelle couvée.
Pendant l'incubation, les œufs peuvent rester sans surveillance jusqu'à 40 minutes.

## Comportement
Cette espèce peut se regrouper en bandes de 250 000 individus.
L'adulte n'atterrit jamais directement près du nid, il se perche sur un promontoire de transition afin d'observer les alentours et d'y déceler d'éventuels dangers.
Lorsque les petits sont nés, en présence d'un danger, les adultes poussent des cris d'alerte indiquant aux oisillons de se blottir dans le nid.
Certains individus peuvent passer l'hiver relativement au nord si la nourriture est abondante.
Le merle d'Amérique a tendance à attaquer les nids de cardinal et tuer les oisillons.

### Alimentation

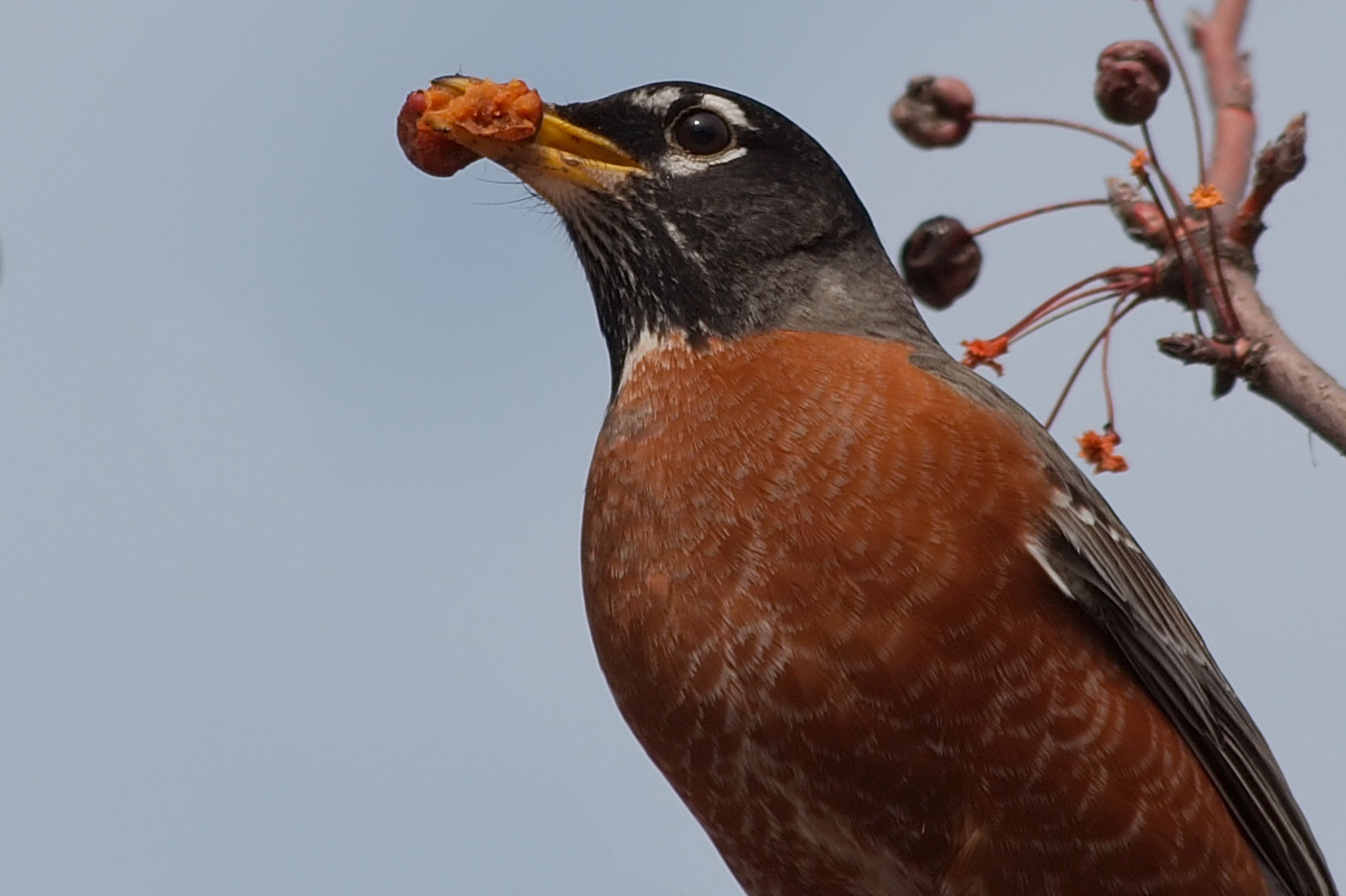
Se nourrissant de baies

Son régime alimentaire est typique des turdidés : un mélange d'insectes, de vers de terre et de baies. Les merles d'Amérique sont souvent vus sur les pelouses, repérant les vers de terre au son (ils écoutent en mettant leur tête sur le côté) et à l'œil. Ils sont particulièrement actifs à se nourrir à l'aube et au crépuscule. Ils ont un grand œsophage et y emmagasinent de la nourriture prédigérée.
Également, ils peuvent transporter dans leur bec une bonne quantité de nourriture fraîche que les petits s'empressent de s'arracher à tour de rôle.

### Voix

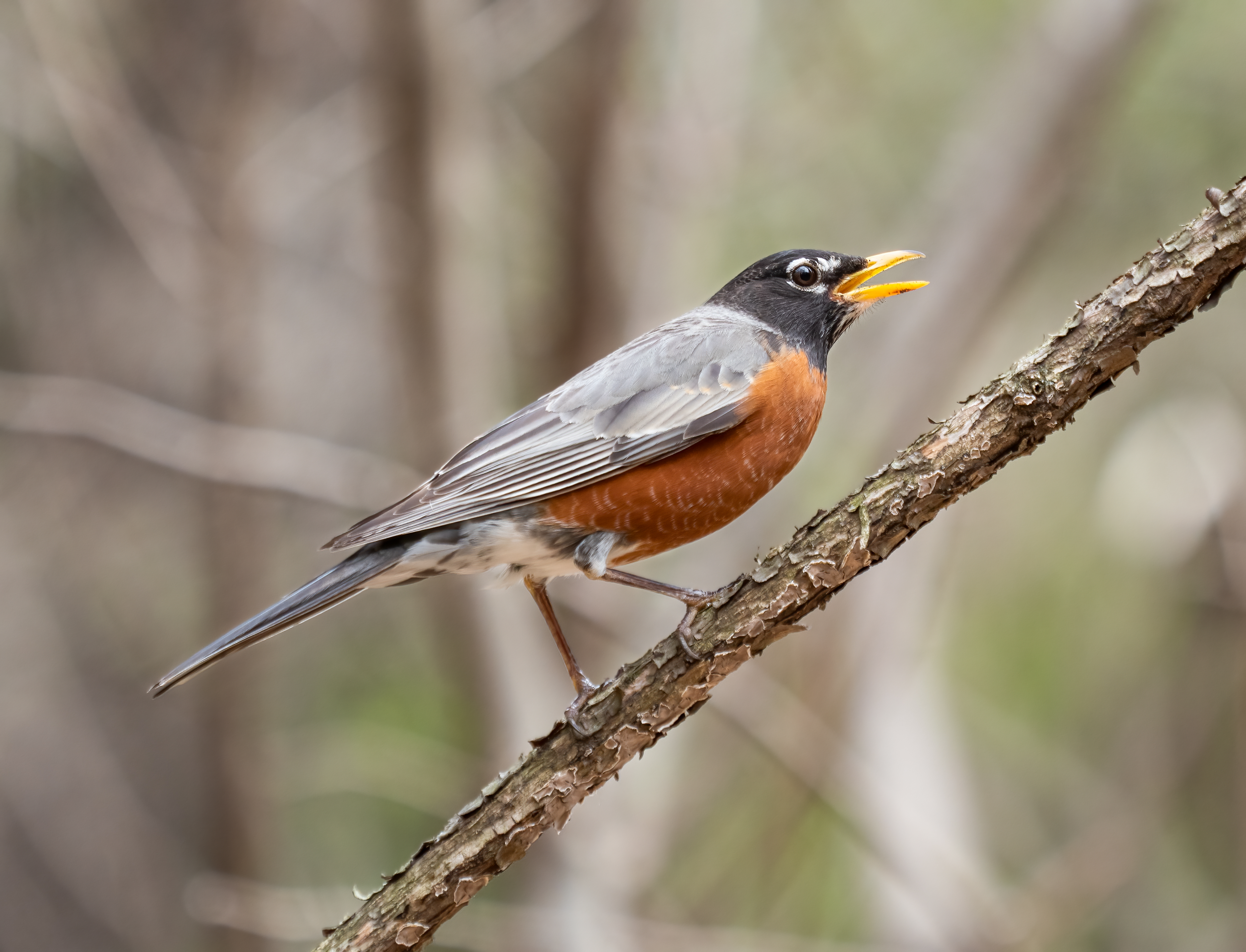
Un merle d'Amérique poussant un cri d'alarme aigu à Prospect Park, New York. Avril 2022.

L'appel du Merle d'Amérique peut se traduire par « tchouc tchouc ».

## Répartition et habitat

### Habitat
L'habitat du Merle d'Amérique comprend les régions boisées, les espaces agricoles et les zones urbaines.

### Répartition

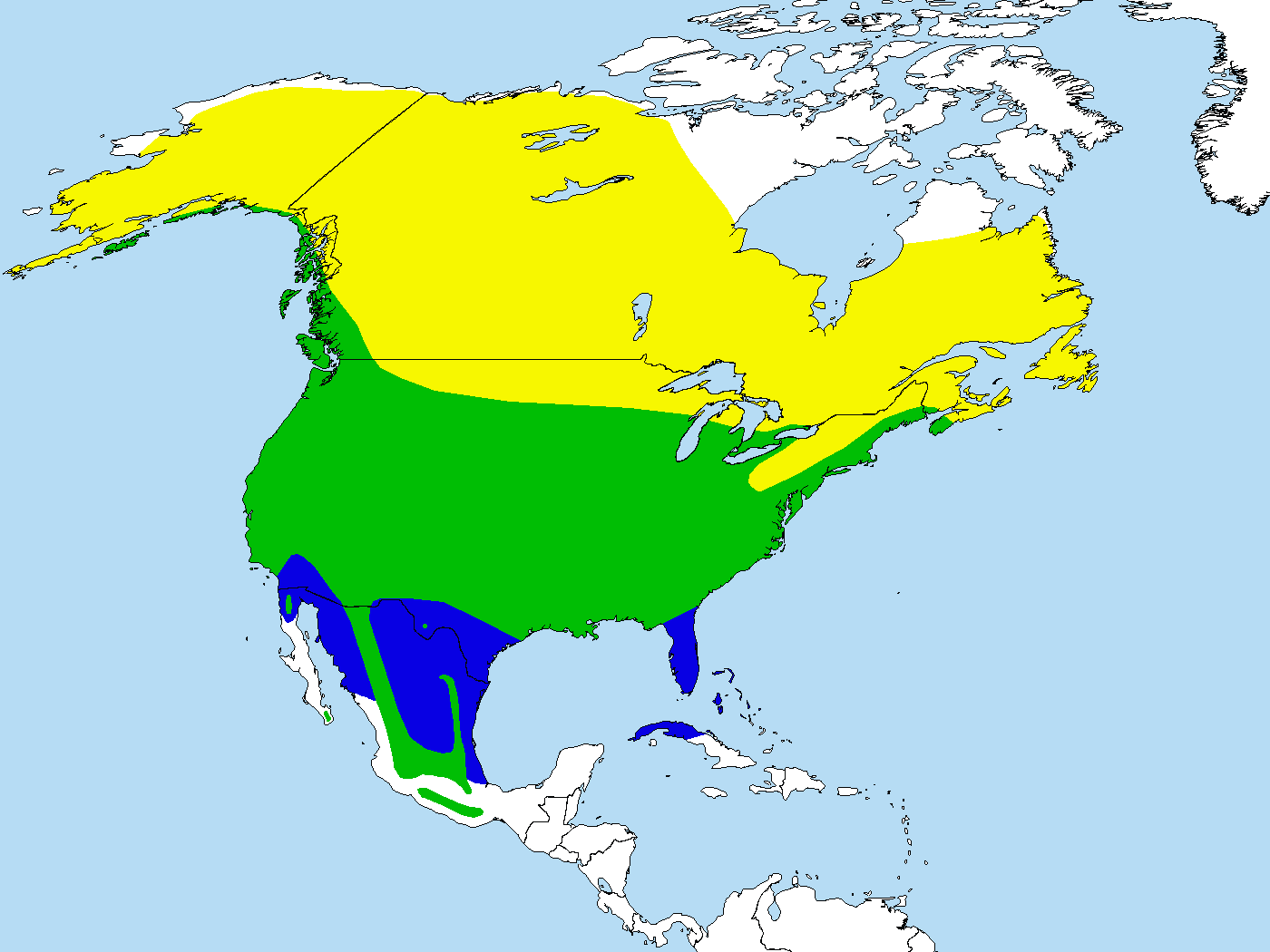
habitat permanent.
zone de nidification.
zone d'hivernage.

C'est une espèce particulièrement fréquente, qui a su s'adapter facilement à l'Homme.
Cet oiseau se reproduit à travers le Canada et les États-Unis. Au nord, les merles d'Amérique se multiplient jusqu'aux limites de la végétation des arbres; Au sud, ils vont jusque dans la partie méridionale du Mexique et sur les côtes du Golfe du Mexique.
Les populations septentrionales sont migratrices. Certains merles passent parfois l'hiver dans le nord des États-Unis et le sud du Canada, en survivant sur les aubépines, les pommetiers, les cormiers, etc. mais la plupart le passent aux extrémités sud de leur zone de reproduction ; quelques merles se rendent même jusqu'au Texas et au Guatemala, certains spécimens ont été observés sur la côte pacifique sud du Costa Rica. L'aire d'hivernage des merles va pour certains individus jusqu'au centre de l'Ontario. La majorité part vers le sud à la fin du mois d'août et commence à revenir au mois de mars. (Les dates exactes varient avec la latitude et le climat, bien évidemment).
On l'a vu migrer vers l'Europe de l'Ouest quelques rares fois. À l'automne 2003, la migration fut déplacée vers l'est, ce qui amena de grandes migrations vers l'est des États-Unis. Il est présumable que ceci a mené à pas moins de trois trouvailles de merles d'Amérique en Grande-Bretagne, deux d'entre eux ayant essayé de passer l'hiver en 2003-2004, dont un fut finalement mangé par un épervier.

### Prédateurs et ennemis
Ses principaux prédateurs sont le chat domestique, l'écureuil, le serpent, la couleuvre, le quiscale et la corneille. Le principal, dans les milieux résidentiels, est le chat domestique. En hiver, ce sont le lynx, le Grand-Duc et la Chouette rayée. Les merles peuvent être chassés de leur abri par le Moineau domestique qui construit une couverture au-dessus de leur nid.

## Le Merle d'Amérique et l'homme
Turdus migratorius est l'un des oiseaux les plus connus en Amérique :
- C'est l'« oiseau d'État » du Connecticut, du Michigan et du Wisconsin.
- Crayola a une couleur de crayon, « bleu œuf de merle », nommée d'après la couleur des œufs.
- Le Merle d'Amérique fut dépeint sur le billet canadien de 2 $ de 1986 à 1996.

## Galerie de photos

Merle d'Amérique juvénile
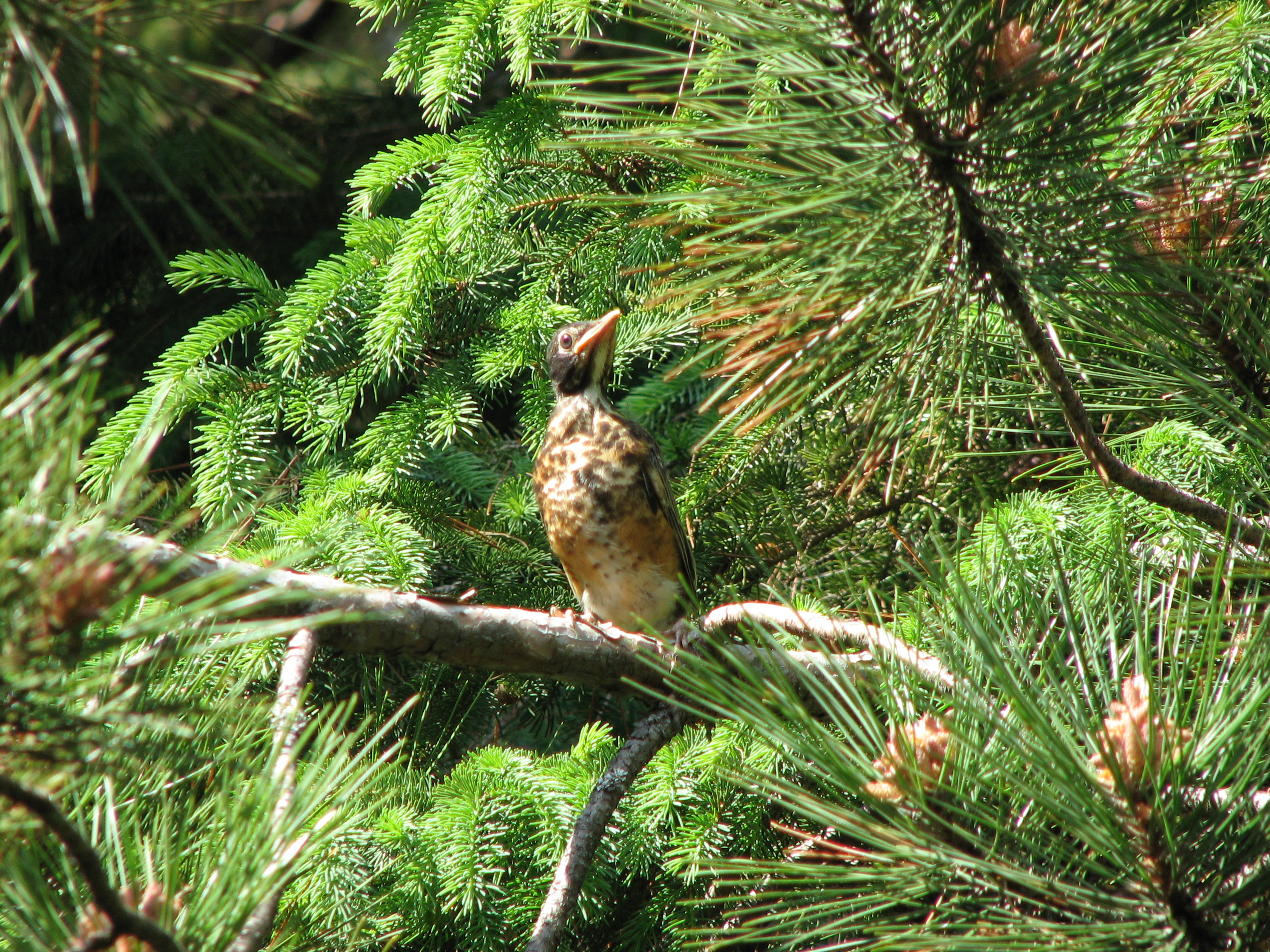
Merle d'Amérique juvénile.
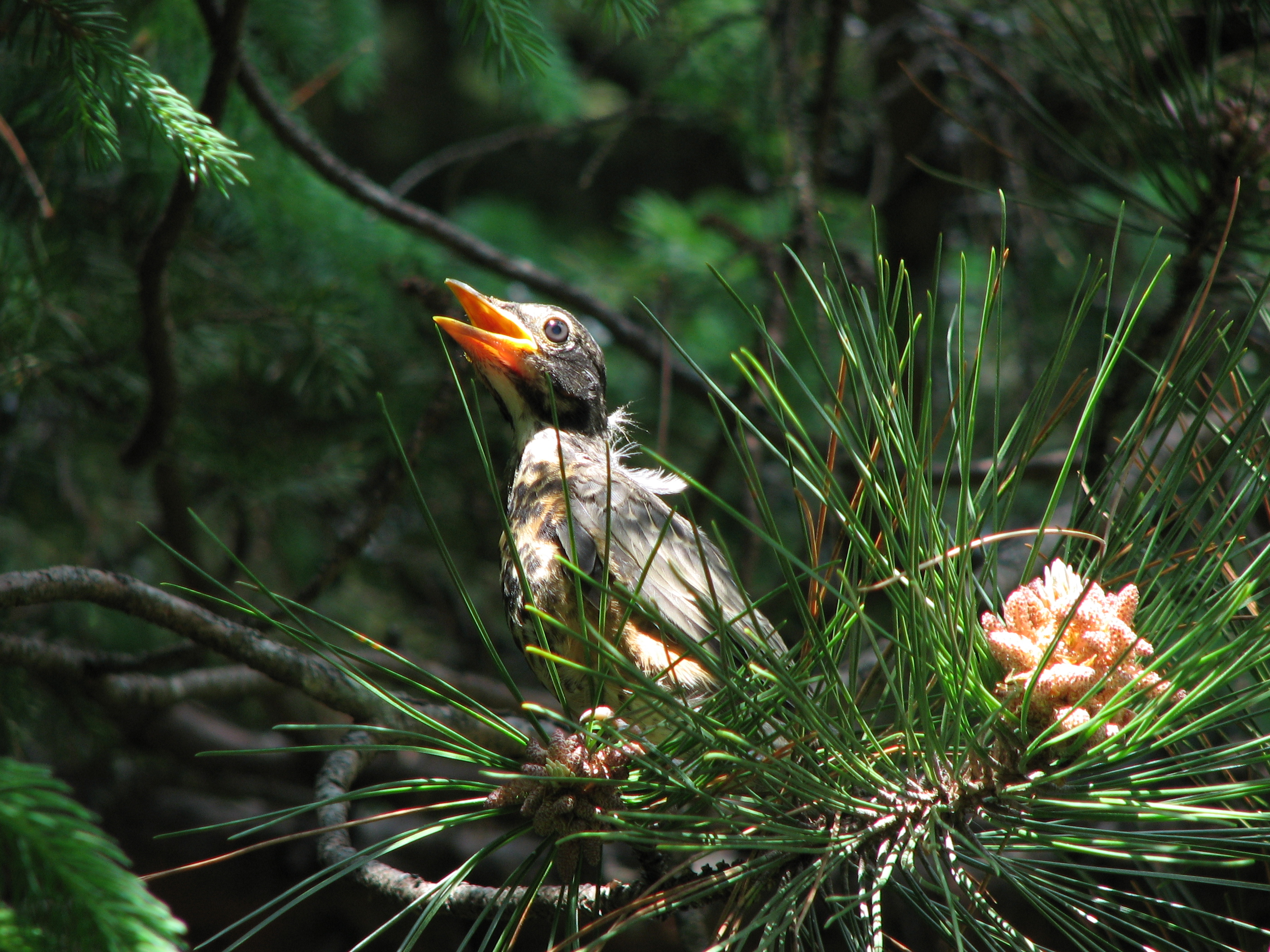
Merle d'Amérique juvénile.
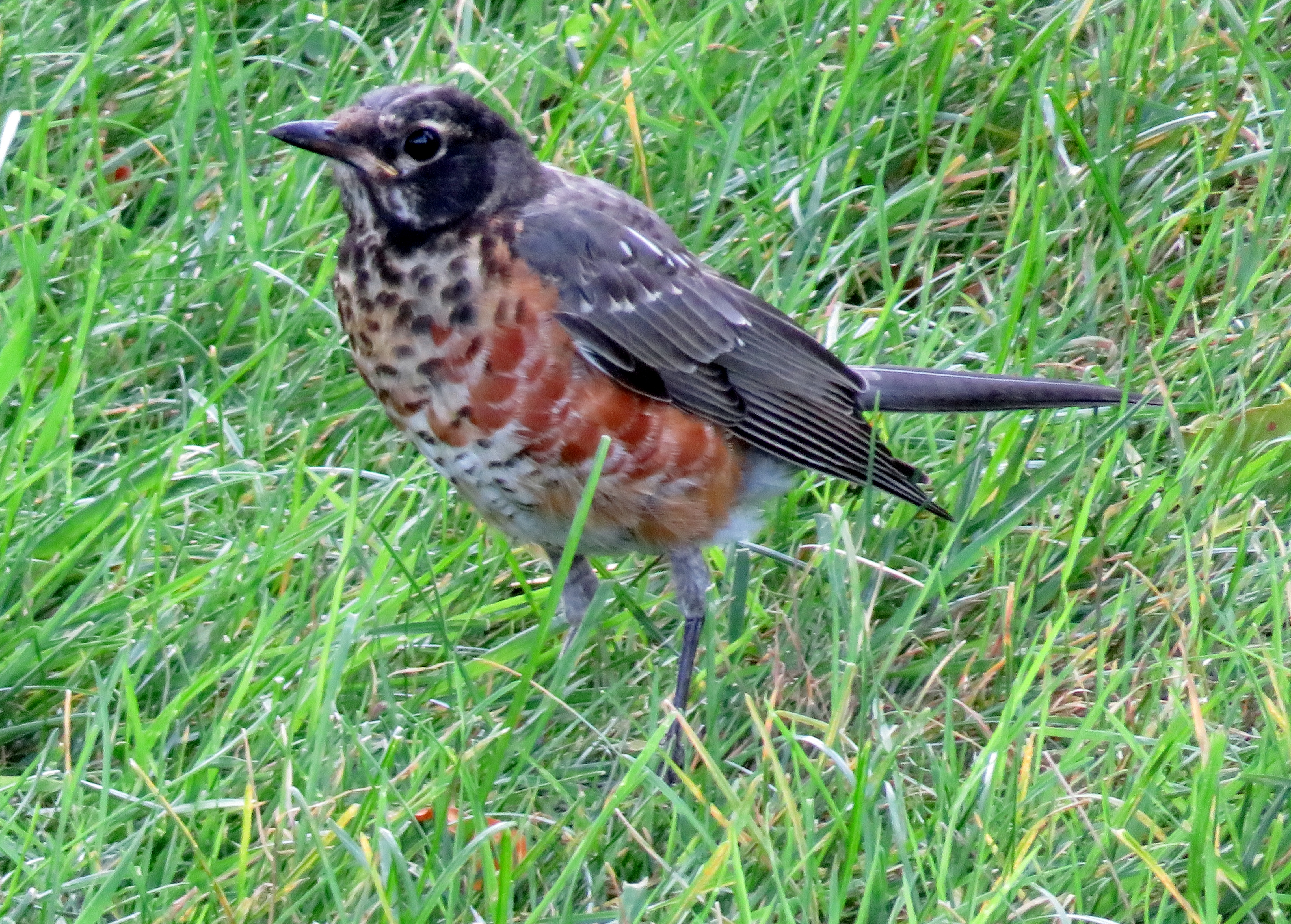
Merle d'Amérique juvénile
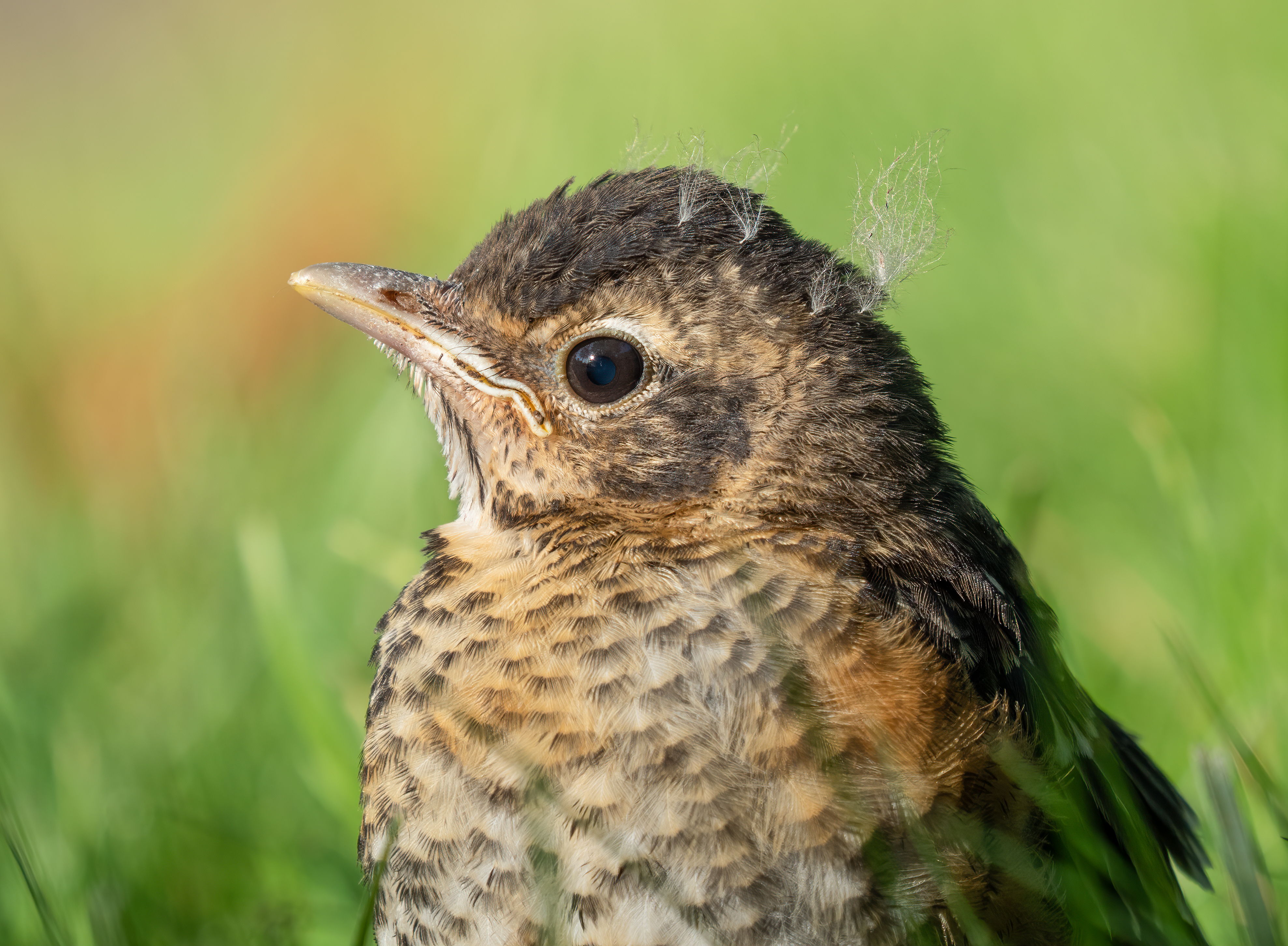
Portrait d'un merle juvénile.

## Référence
- Thrushes by Clement and Hathaway, (ISBN 0-7136-3940-7).
- Nature guide birds of the world by David Burnie